# Phreatodrobia imitata
Phreatodrobia imitata là danh pháp khoa học của một loài ốc nước ngọt từ rất nhỏ đến nhỏ có mang và nắp, là động vật thân mềm chân bụng sống dưới nước thuộc họ Hydrobiidae. Đây là loài đặc hữu của Hoa Kỳ.